# Sofron Stefan Mudry
Sofron Stefan Mudry OSBM (Zolochiv, 27 de novembro de 1923 - 31 de outubro de 2014) foi Bispo de Ivano-Frankivsk.
O Sofron Stefan Mudry juntou-se à congregação dos Basilianos. O Visitador Apostólico da Igreja Greco-Católica Ucraniana na Europa Ocidental e América do Sul, Ivan Bucko, ordenou-o sacerdote em 25 de dezembro de 1958. De 1974 a 1994 foi Reitor do Pontifício Colégio Ucraniano de Roma.
Em 24 de novembro de 1995 foi eleito Bispo Coadjutor de Ivano-Frankivsk pelo Santo Sínodo. O Papa João Paulo II confirmou a eleição em 2 de março do próximo ano. O secretário da Congregação para as Igrejas Orientais, Miroslav Stefan Marusyn, ordenou-o bispo em 12 de maio do mesmo ano; Os co-consagradores foram Stephen Sulyk, Arcebispo da Filadélfia, e Sofron Dmyterko OSBM, Bispo Auxiliar em Ivano-Frankivsk.
Depois que Sofron Dmyterko se aposentou, Sofron Stefan Mudry o sucedeu em 7 de novembro de 1997 como Bispo de Ivano-Frankivsk. 
Em 2 de junho de 2005, o Papa Bento XVI acatou sua aposentadoria por idade.